# Bataille de Marchfeld
La bataille de Marchfeld eut lieu le 26 août 1278, entre les villages de Dürnkrut et Jedenspeigen, en Basse-Autriche et fut un événement décisif pour l'histoire de l'Europe centrale pour les siècles à venir. Cet affrontement opposa les forces impériales, dirigées par Rodolphe de Habsbourg et son allié Ladislas IV de Hongrie, à celles du royaume de Bohême, menées par le roi Ottokar II, et se termina par la victoire des premiers.

## Situation

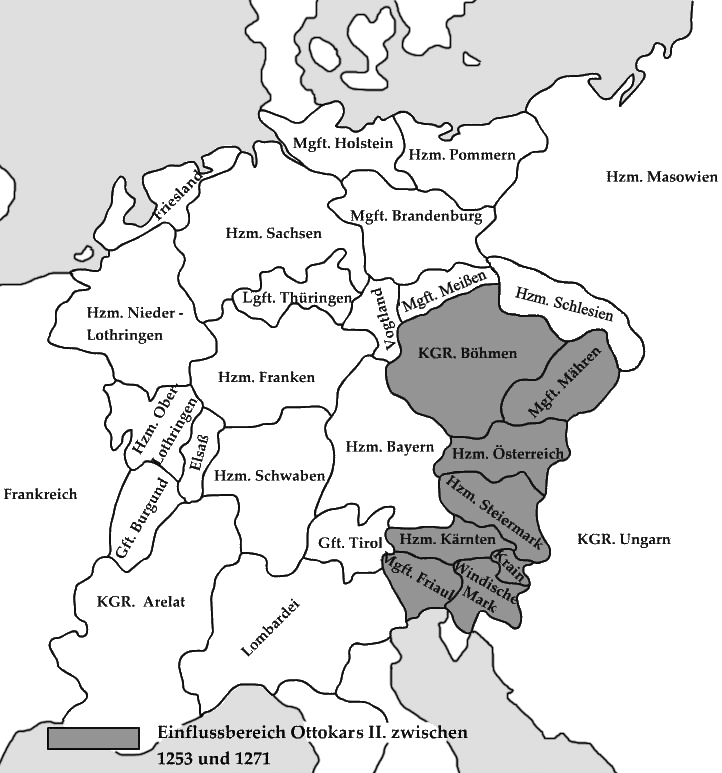
Les possessions d'Ottokar Přemysl entre 1253 et 1271.

La déposition de l'empereur Frédéric II du Saint-Empire par le pape Innocent IV en 1245 a provoqué une grave crise pour le Saint-Empire romain germanique car, durant le Grand Interrègne des décennies suivantes, plusieurs nobles sont élus comme roi des Romains sans qu'aucun d'entre eux ne soit capable de détenir un pouvoir effectif. Durant cet interrègne, Ottokar II, fils du roi Venceslas Ier de Bohême, se rend en 1250 dans les duchés d'Autriche et de Styrie, dont le dernier titulaire Frédéric de Babenberg est mort en 1246 sans descendance mâle, et s'y fait proclamer duc l'année suivante.
En 1253, Ottokar II devient roi de Bohême à la suite de la mort de son père. Sa montée en puissance dans le sud-est de l'Empire est vue d'un mauvais œil par le roi Béla IV de Hongrie, qui entre en campagne contre lui mais est finalement vaincu en 1260 à la bataille de Kressenbrunn. En 1269, Ottokar s'empare du duché de Carinthie, incluant la marche de Carniole et la marche windique, et il chasse également Philippe de Carinthie, le frère du dernier duc, de son patriarcat en Frioul. Arrivé au faîte de son pouvoir, il vise désormais la couronne impériale ; néanmoins, les princes-électeurs se méfient de lui et préfèrent élire comme roi des Romains le comte Rodolphe de Habsbourg, le 1er octobre 1273.

## Prélude
Comme l'élection s'est déroulée en son absence, le roi Ottokar II ignore que le « petit comte » Rodolphe a été élu. Rodolphe, quant à lui, promet de reconquérir les territoires qui devraient être réunis au pouvoir impérial, avec l'assentiment des princes-électeurs. Il proclame que les duchés d'Autriche, de Styrie et de Carinthie doivent être rattachés à l'Empire et convoque Ottokar à la Diète d'Empire de Würzburg en 1275. En n'apparaissant pas à la Diète trois fois, Ottokar est mis au ban de l'Empire et tous ses droits territoriaux sont révoqués, y compris celui sur le patrimoine de la Bohême.
Dans le même temps, Rodolphe rassemble des alliés et se prépare à la bataille. Il conclut deux de ses alliances par des mariages : il marie tout d'abord son fils Albert à Élisabeth de Gorizia-Tyrol et, en retour, le père de celle-ci, Meinhard de Goritz, reçoit la Carinthie en fief. Ensuite, Rodolphe établit une fragile alliance avec le duc Henri XIII de Bavière en offrant en mariage sa fille Catherine au fils de celui-ci, Othon, et en offrant la région correspondant actuellement à la Haute-Autriche comme présent pour sa dot. Rodolphe réussit également à apaiser la dispute entre Henri XIII et son frère le comte palatin Louis le Sévère. Il conclut pour finir une alliance avec le roi Ladislas IV de Hongrie qui a l'intention de régler de vieux comptes avec Ottokar.
En 1276, les forces alliées avancent. Rodolphe, désormais renforcé dans son pouvoir, traverse le duché de Bavière sans entraves, descend le Danube en bateau et met le siège devant la résidence d'Ottokar à Vienne le 18 octobre. Sans perspective, Ottokar est forcé de renoncer à toutes ses acquisitions en présence des princes. Il conserve seulement la Bohême et la Moravie en tant que fiefs impériaux qu'il tient de Rodolphe. La paix humiliante obtenue par la force des armes ne peut tenir longtemps : dans une tentative pour reconquérir les territoires dont il a été privé, Ottokar contracte une alliance avec le margrave Othon IV de Brandebourg, le duc silésien Henri III de Głogów et le duc Henri XIII de Bavière qui s'est révolté contre Rodolphe. En juillet 1278, il envahit de nouveau l'Autriche avec une attaque sur les fortifications de Drosendorf. Rodolphe quitte Vienne pour l'affronter dans une bataille en terrain ouvert où la cavalerie du roi Ladislas pourra aisément le rejoindre.

## La bataille

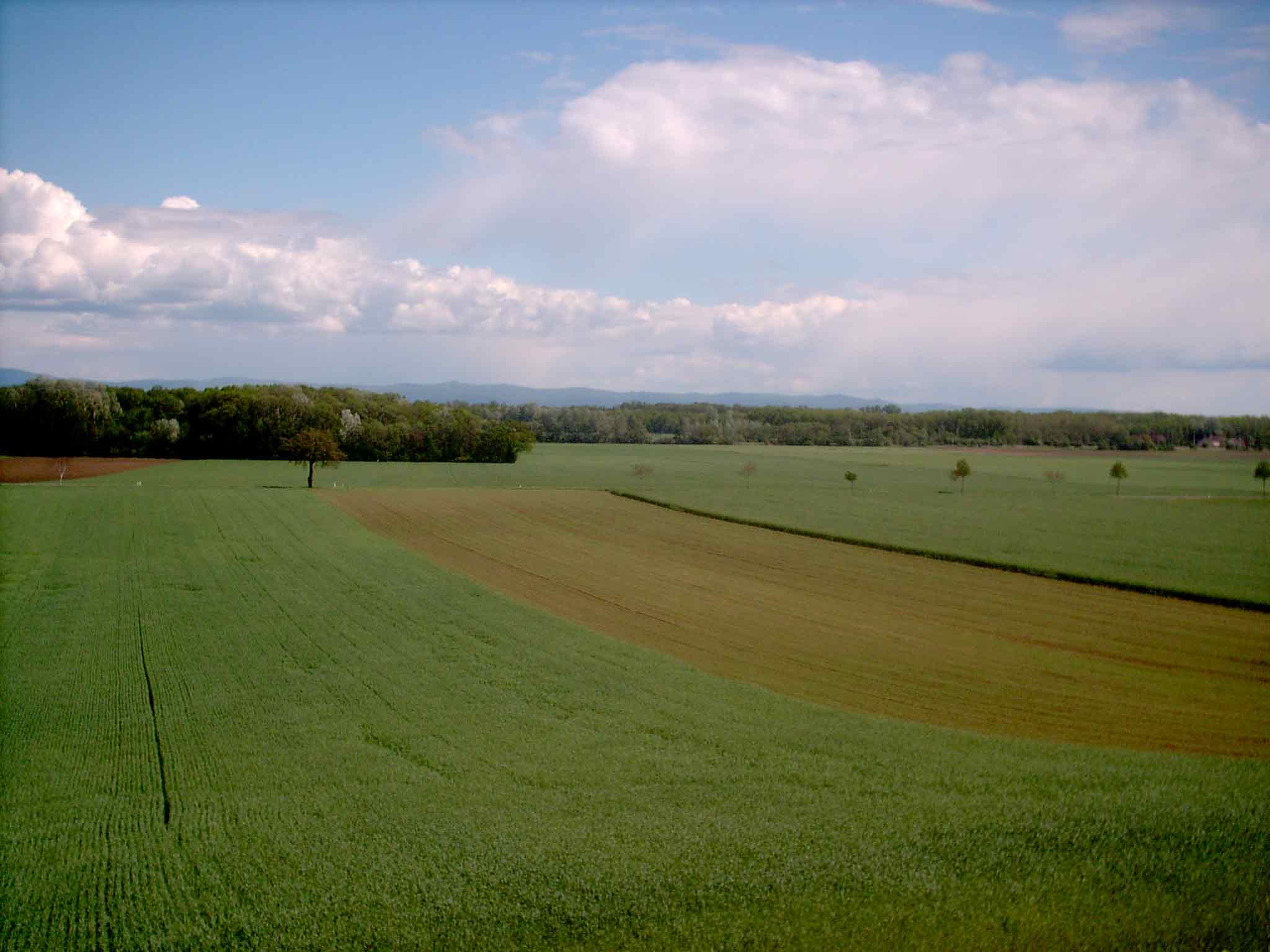
Le champ de bataille.

Les villes de Drosendorf et de Laa ont été prises par les forces d'Ottokar en plusieurs jours, ce qui a donné à Rodolphe le temps pour rassembler ses alliés, notamment les Coumans de Hongrie, dans les vastes plaines de la Morava au nord-est de Vienne. Dès qu'il apprend la nouvelle, Ottokar se met en route. Le 26 août 1278, il se porte à la rencontre de l'armée adverse près de Dürnkrut. Quand il arrive, ses ennemis ont déjà eu l'opportunité d'étudier la topographie du futur champ de bataille. 
Le matin, les deux armées se ruent l'une sur l'autre. En peu de temps, les troupes bohémiennes sont entraînées dans de durs combats avec la cavalerie hongroise mais, au fur et à mesure que la bataille avance, la cavalerie d'Ottokar semble prendre le dessus, alors même que le cheval de Rodolphe est tué sous lui et que le sexagénaire sauve sa vie de justesse. Après trois heures de combat sans discontinuer, cependant, les chevaliers d'Ottokar en armures lourdes sont exténués et démoralisés, confrontés aux attaques permanentes de la cavalerie archère des Hongrois. À midi, Rodolphe donne l'ordre à un corps de 60 chevaliers, qu'il avait caché derrière des bois et des collines aux abords du champ de bataille, d'attaquer les troupes d'Ottokar par l'arrière. 
Même si une embuscade de la sorte est communément regardée comme déshonorante, elle entraîne la déroute de l'armée bohémienne et la victoire décisive de Rodolphe et de ses alliés. Le camp d'Ottokar est pillé et lui-même est trouvé mort sur le champ de bataille.

## Conséquences
Rodolphe assure sa mainmise sur les duchés d'Autriche et de Styrie, territoires qui vont dès lors constituer le centre des territoires héréditaires des Habsbourg, dont la dynastie régnera à Vienne jusqu'en 1918. Rodolphe veille au départ des forces hongroises hors du pays le plus rapidement possible. À la Diète d'Augsbourg, le 17 décembre 1282, il élève conjointement au titre de ducs d'Autriche et de Styrie ses fils Albert et Rodolphe II. 
En Bohême, Rodolphe agit prudemment et arrive à un accord avec la noblesse et la veuve d'Ottokar, Cunégonde de Slavonie, pour l'accession ultérieure de Venceslas II au trône. Il se réconcilie également avec le margrave du Brandebourg en lui cédant la tutelle de Venceslas, âgé de sept ans. Élevé comme un prince sous contrôle, ce dernier retourne à Prague en 1283. À la mort de son cousin Henri IV le Juste en 1290, le jeune roi de Bohême hérite du duché de Cracovie. Après l'extinction de la dynastie Árpád, son fils Venceslas III est sacré roi de Hongrie.

## Références

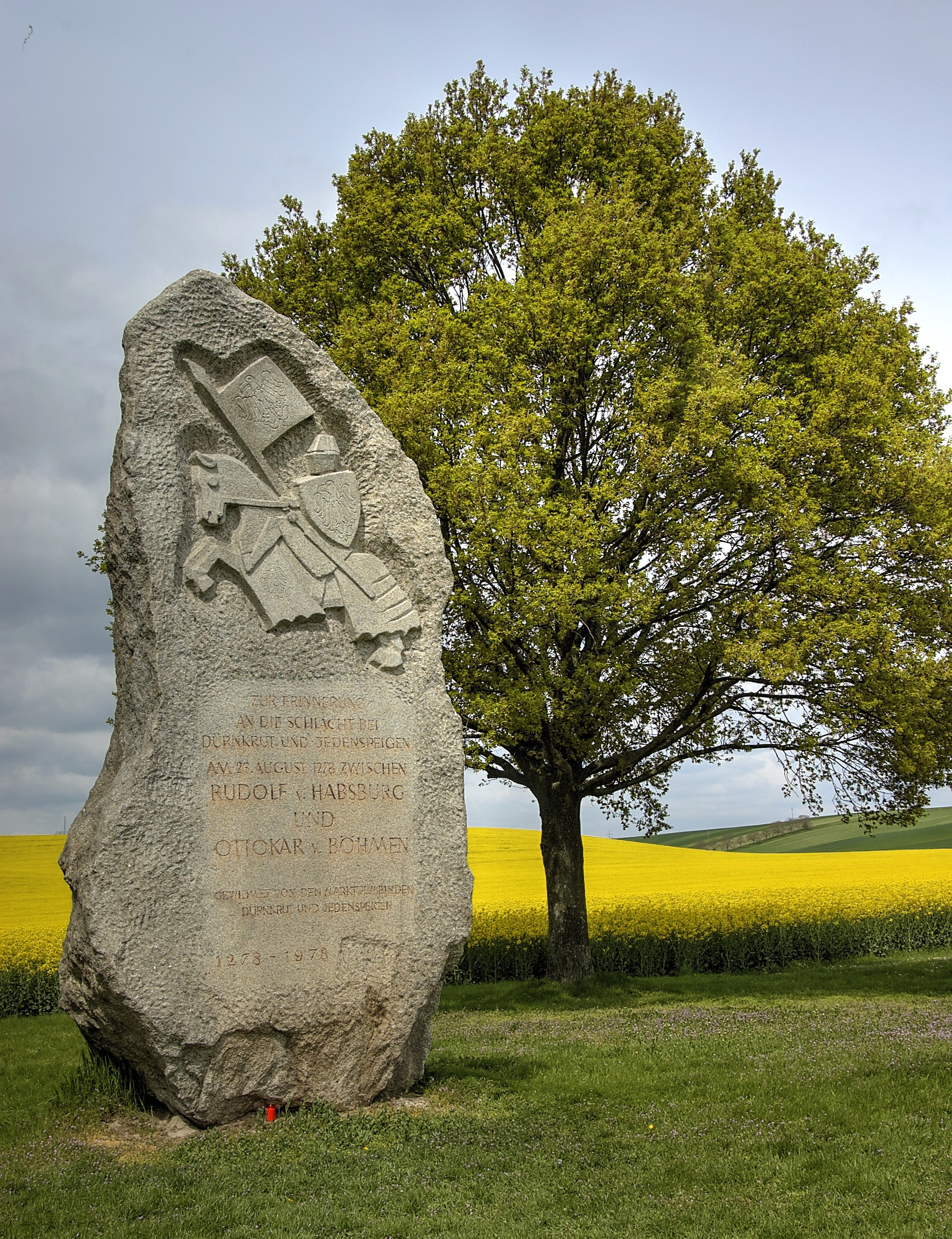
Monument érigé en 1978 sur le champ de bataille de Marchfeld.